# 維克·威利斯
維克多·賈札維·威利斯（英語：Victor Gazaway Willis，1887年12月21日—1974年4月23日），為前美國職棒大聯盟的投手，生涯曾效力於食豆人(今勇士)、海盜與紅雀等隊。他在1995年入選美國棒球名人堂。

## 職業生涯
威利斯於1985年開啟職棒生涯，他在1897年加盟食豆人。當時食豆人的投手Jack Stivetts遭逢重大手臂傷勢，幾乎要準備退休，因此球隊找上了威利斯來補上Stivetts的傷缺。
1898年4月20日，威利斯登上大聯盟。但他的初登板就接受到了震撼教育，不僅單場丟了8分，還投出3次保送和2顆觸身球。隔天他擔任先發順利拿下勝投，並就此待在先發輪值內，但這時的他還不擅控球，還曾在一場比賽內投出8次保送。整季他拿下25勝13敗，防禦率2.84。1899年，他成為大聯盟最後一位在19世紀投出無安打比賽的投手。
1905年，威利斯吞下了29敗，成為聯盟敗投王，其中有25次甚至是完投敗。1906年，他加入到海盜隊。他在海盜拿下88勝46敗，防禦率為2.08；打擊方面也有2成56的打擊率。
1909年，威利斯隨隊打進世界大賽。他在第六場先發，雖然吞下敗投，不過最後海盜還是拿下世界大賽冠軍。隔年他加入紅雀，並在球季結束後回到家鄉的半職業球隊打球。

## 生涯投球成績
| 勝投 | 敗投 | 防禦率 | 出賽場次 | 先發 | 完投 | 完封 | 投球局數 | 安打 | 失分 | 自責分 | 全壘打 | 保送 | 三振 | 暴投 | 觸身球 |
| ---- | ---- | ------ | -------- | ---- | ---- | ---- | -------- | ---- | ---- | ------ | ------ | ---- | ---- | ---- | ------ |
| 249  | 205  | 2.63   | 513      | 471  | 388  | 50   | 3996.0   | 3621 | 1620 | 1167   | 66     | 1212 | 1651 | 94   | 156    |

## 晚年
威利斯退休之後，便在德拉瓦州經營一家飯店。後來他在1947年去世，享年71歲。
1977年，他入選德拉瓦運動名人堂。1995年，他入選美國棒球名人堂。

## 外部連結
- 球員資訊和成績在MLB，ESPN，Retrosheet ，Baseball Reference ，Baseball Reference (Minors) ，Fangraphs ，The Baseball Cube （英文）

| 成就                    | 成就                              | 成就                |
| ----------------------- | --------------------------------- | ------------------- |
| 前任： Deacon Phillippe | 投出無安打比賽的投手 1899年8月7日 | 繼任： Noodles Hahn |